# Augustin Smith Clayton
Augustin Smith Clayton, född 27 november 1783 i Fredericksburg i Virginia, död 21 juni 1839 i Athens i Georgia, var en amerikansk demokratisk politiker. Han var ledamot av USA:s representanthus 1832–1835.
Clayton utexaminerades 1804 från Franklin College, studerade sedan juridik och inledde 1806 sin karriär som advokat i Georgia. Kongressledamot Wilson Lumpkin avgick 1831 för att kandidera i guvernörsvalet i Georgia som han vann. Clayton fyllnadsvaldes till representanthuset där han satt kvar fram till 1835. Clayton avled 1839 i Athens och gravsattes på Oconee Hill Cemetery.
Staden Clayton och Clayton County i Georgia är uppkallade efter Augustin Smith Clayton.